# Corte dei mercanti

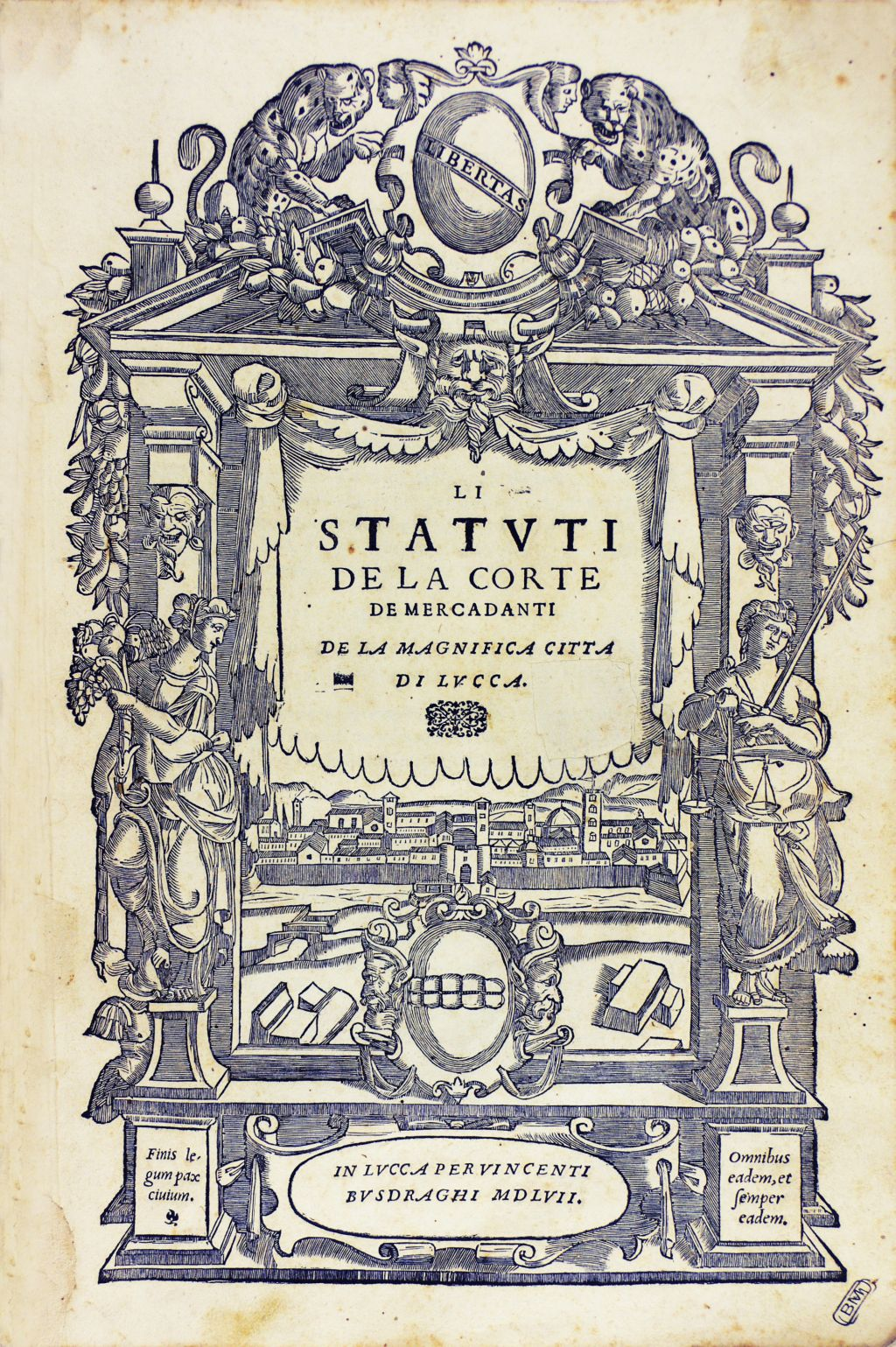
Li statuti de la corte de mercadanti de la magnifica citta di Lucca, 1557 (Fondazione Mansutti, Milano).

La Corte dei mercanti di Lucca è stata un'istituzione commerciale medievale.
La corte era nota già dal 1214, quando la città era interessata da notevoli scambi di seta a livello globale. L'istituzione giudicava i tenuti, ossia i soggetti sottoposti alla sua amministrazione legati a qualsiasi tipo di scambio commerciale nel comune. Grazie alla sua larga autonomia, la corte divenne presto l'istituzione più potente della città, estendendo le sue prerogative anche al diritto civile e penale, anche nelle colonie lucchesi all'estero. Nel 1807 la corte fu sostituita dal tribunale di commercio, finché nel 1808 il Codice commerciale francese introdotto da Napoleone ne concluse l'operato.
Sono noti alcuni statuti della corte, in particolare delle compilazioni risalenti al 1376 e al 1610, di cui alcune stampate da Vincenzo Busdraghi, appartenente a una delle principali famiglie lucchesi.